# The Corinthian (Manhattan)
The Corinthian, auch 330 East 38th Street, ist ein Wolkenkratzer in Manhattan in New York City, Vereinigte Staaten. Bei seiner Eröffnung im Jahr 1988 war er das größte Apartmentgebäude der Stadt.

## Beschreibung

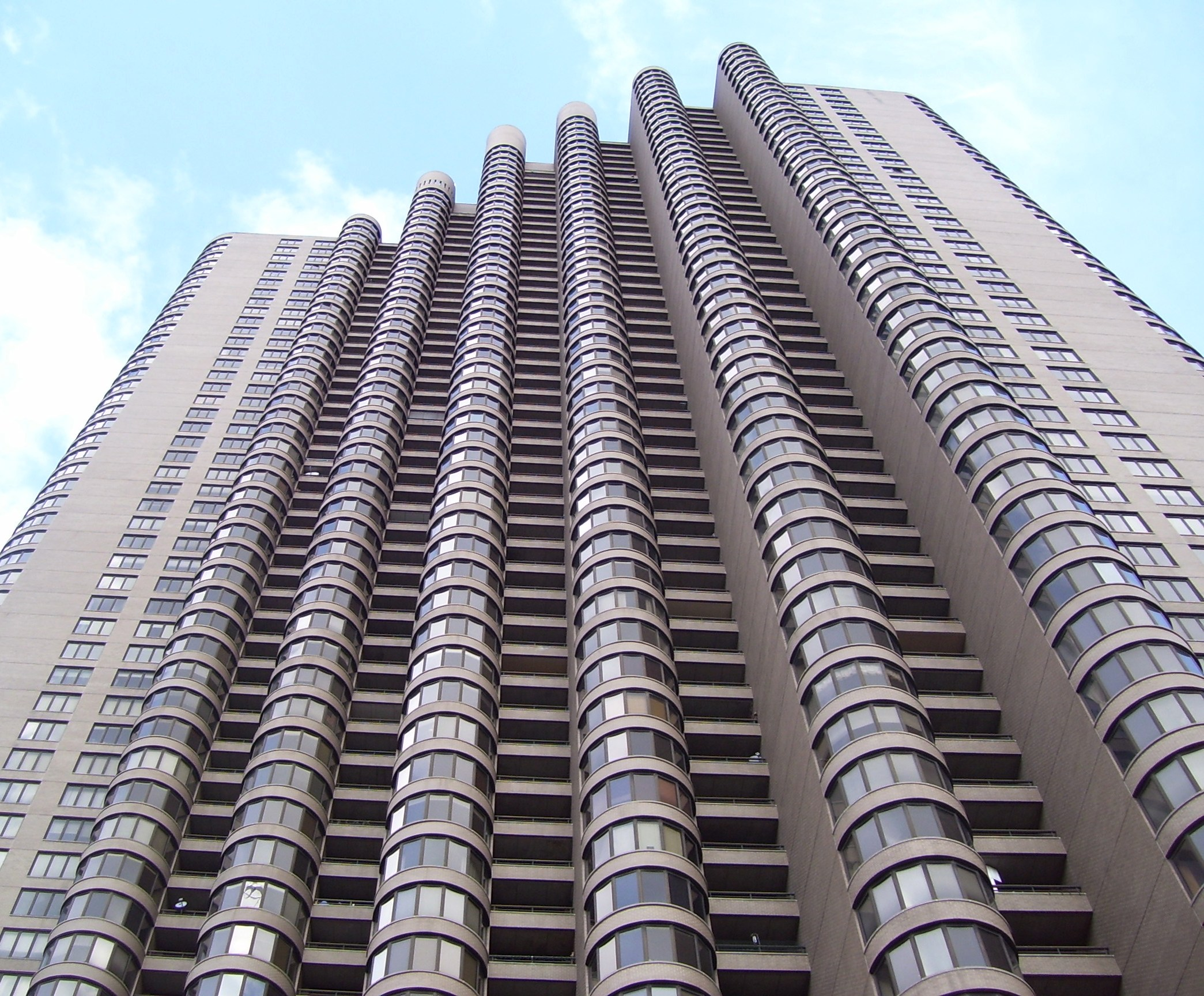
Vertikale Ansicht im Jahr 2011

Der Wohnturm befindet sich in Midtown Manhattan im Stadtteil Murray Hill auf der Ostseite der Insel zwischen der East 37th und 38th Street sowie First und Second Avenue. Er steht nur einen Block vom East River entfernt. Direkt vor dem Gebäude mündet der Highway Interstate 495 als Teil der Interstate 95 durch den Queens-Midtown Tunnel aus Queens kommend in das Straßennetz von Manhattan. Einige Blocks nördlich liegt das UNO-Hauptquartier.
The Corinthian wurde im Auftrag von Bernard Spitzer vom Architekten Der Scutt entworfen und von 1986 bis 1988 erbaut. Auf dem Grundstück befand sich zuvor das von 1953 bis 1984 existierende East Side Airline Terminal, von dem Flugpassagiere mit Bussen zu den Flughäfen LaGuardia und JFK-Airport durch den angrenzenden Queens-Midtown Tunnel gelangten. Ein Großteil des Terminals blieb erhalten und bildet nach einem Umbau den dreigeschossigen kommerziell genutzten Sockel des Wolkenkratzers. Der Wohnturm ist 166,4 Meter (546 Fuß) hoch und besitzt 55 Etagen. Das charakteristische wie aus gebündelten Zylindern bestehende Gebäude beherbergt 863 Eigentumswohnungen. Jedem Apartment bietet sich durch diese außergewöhnliche Form viel Licht und eine gute Aussicht auf die Umgebung durch die halbkreisförmigen Erkerfenster. Von der 37th und 38th Street führt eine private Auffahrt zum Porte-Cochère, einem überdachten Eingangsbereich des Gebäudes, davor befinden sich Richtung 1st Avenue ein kleiner Park mit einem Wasserfallbrunnen und die drei Meter hohe Bronzeskulptur „Peirene“ von Aristides Demetrios, benannt nach dem Peirene-Brunnen in Korinth. Den Bewohnern stehen unter anderem ein Fitnessstudio, ein 17-Meter-Sportschwimmbecken, ein Yoga-Studio, eine Sauna mit Dampfbad, ein Golfsimulator sowie Parkservice und Garage zur Verfügung.